# Hizma
Hizma (arab. ‏حزما‎) – palestyńskie miasto położone w muhafazie Jerozolima, w Autonomii Palestyńskiej. Według danych szacunkowych Palestyńskiego Centralnego Biura Statystycznego w 2016 roku miejscowość liczyła 8652 mieszkańców